# Episodi di In famiglia e con gli amici (prima stagione)
La prima stagione della serie televisiva In famiglia e con gli amici è stata trasmessa in anteprima negli Stati Uniti d'America dalla ABC tra il 29 settembre 1987 e il 10 maggio 1988.
In Italia viene trasmessa su Rai 2 dal 24 luglio 1994.
| nº | Titolo originale                                                                              | Titolo italiano        | Prima TV USA      | Prima TV Italia  |
| -- | --------------------------------------------------------------------------------------------- | ---------------------- | ----------------- | ---------------- |
| 1  | Thirtysomething                                                                               | Maternità              | 29 settembre 1987 | 24 luglio 1994   |
| 2  | The Parents Are Coming                                                                        | Arrivano i genitori    | 6 ottobre 1987    | 31 luglio 1994   |
| 3  | Housewarming                                                                                  | Festa di inaugurazione | 13 ottobre 1987   | 7 agosto 1994    |
| 4  | Couples                                                                                       | Coppie                 | 27 ottobre 1987   | 14 agosto 1994   |
| 5  | But Not for Me                                                                                | Ma non per me          | 3 novembre 1987   | 21 agosto 1994   |
| 6  | We Gather Together                                                                            | Eccoci qui riuniti     | 17 novembre 1987  | 28 agosto 1994   |
| 7  | Nice Work If You Can Get It                                                                   |                        | 1º dicembre 1987  |                  |
| 8  | Weaning                                                                                       | Una madre svezzata     | 8 dicembre 1987   | 2 ottobre 1994   |
| 9  | I'll Be Home for Christmas                                                                    | Che facciamo a Natale? | 15 dicembre 1987  | 9 ottobre 1994   |
| 10 | South by Southeast                                                                            | Sud per Sud-Est        | 5 gennaio 1988    | 16 ottobre 1994  |
| 11 | Therapy                                                                                       | Terapia                | 12 gennaio 1988   | 13 novembre 1994 |
| 12 | Competition                                                                                   |                        | 19 gennaio 1988   |                  |
| 13 | Separation                                                                                    |                        | 26 gennaio 1988   |                  |
| 14 | I'm in Love, I'm in Love, I'm in Love, I'm in Love, I'm in Love with a Wonderful Gynecologist |                        | 2 febbraio 1988   |                  |
| 15 | Business as Usual                                                                             |                        | 9 febbraio 1988   |                  |
| 16 | Accounts Receivable                                                                           |                        | 1º marzo 1988     |                  |
| 17 | Whose Forest Is This?                                                                         |                        | 15 marzo 1988     |                  |
| 18 | Nancy's First Date                                                                            |                        | 22 marzo 1988     |                  |
| 19 | Undone                                                                                        |                        | 12 aprile 1988    |                  |
| 20 | Tenure                                                                                        |                        | 3 maggio 1988     |                  |
| 21 | Born to Be Mild                                                                               |                        | 10 maggio 1988    |                  |